# Songwe (rzeka)
Songwe (ang. Songwe River) – rzeka w Malawi.
Górne dorzecze Songwe to miejsce, w którym spotykają się granice Malawi, Tanzanii i Zambii. Płynie na południowy wschód i wpada do północnej części jeziora Niasa. Środkowy bieg oddzielają wzgórza Misuku w Malawi oraz gór Umalila w regionie Songwe w Tanzanii. Dolny bieg przepływa przez równinę Kyela – żyzną nizinę położoną na północny zachód od jeziora Niasa, w dolinie ryftu wschodnioafrykańskiego. Na równinie Kyela uprawia się intensywnie ryż i inne rośliny. Granica między Tanzanią a Malawi musi być regularnie uaktualniana, ponieważ rzeka silnie meandruje.